# Kiwi-coalitie
Met een Kiwi-coalitie bedoelt men het samengaan in een coalitie van twee politieke partijen die (net als een kiwi-vrucht) de kleuren zwart en groen hebben. In de praktijk komt dit veelal neer op een verbond tussen een christendemocratische en een groene partij. De term is vooral in Duitsland in gebruik, waar ook wel de naam Zwart-groen (schwarz-grün) gebruikt wordt.

## Duitsland
In Duitsland slaat de kiwi-coalitie specifiek op een verbond tussen CDU en Bündnis 90/Die Grünen.
Een dergelijke combinatie kwam voor het eerst in de deelstaat Hamburg aan de macht in 2008 en regeerde er tot 2010. De Groenen verlieten de coalitie na twee jaar. 
De coalities in Hessen (2014–2024) en Baden-Württemberg (vanaf 2016) kregen een vervolg. Bijzonder daarbij is dat in Baden-Württemberg de Groenen tot twee keer toe de minister-president leverden, want zij werden de grootste partij in de deelstaat. In 2016 kreeg de partij van de populaire Winfried Kretschmann 30,3% van de stemmen, vijf jaar later maar liefst 32,6%. Voor de Groenen was dat een record in Duitsland.
In 2022 kwamen Sleeswijk-Holstein en Noordrijn-Westfalen in de lijst erbij van deelstaten die een zwart-groene coalitie kregen. In eerstgenoemde deelstaat werd een Jamaica-coalitie afgelost, terwijl in Noordrijn-Westfalen de christendemocratisch-liberale coalitie geen meerderheid meer behaalde.
| Termijn   | Deelstaat           | Minister-president                                              | Zetelverdeling       | Meerderheid      |
| --------- | ------------------- | --------------------------------------------------------------- | -------------------- | ---------------- |
| 2008–2010 | Hamburg             | Ole von Beust (CDU)                                             | CDU (56), GAL (12)   | 68 / 121 zetels  |
| 2014–2019 | Hessen              | Volker Bouffier (CDU)                                           | CDU (47), Grüne (14) | 61 / 110 zetels  |
| 2016–2021 | Baden-Württemberg   | Winfried Kretschmann (Grüne)                                    | Grüne (47), CDU (42) | 89 / 143 zetels  |
| 2019–2024 | Hessen              | Volker Bouffier (CDU) (2019–2022) Boris Rhein (CDU) (2022–2024) | CDU (40), Grüne (29) | 69 / 137 zetels  |
| 2021–     | Baden-Württemberg   | Winfried Kretschmann (Grüne)                                    | Grüne (58), CDU (42) | 100 / 154 zetels |
| 2022–     | Sleeswijk-Holstein  | Daniel Günther (CDU)                                            | CDU (34), Grüne (14) | 48 / 69 zetels   |
| 2022–     | Noordrijn-Westfalen | Hendrik Wüst (CDU)                                              | CDU (76), Grüne (39) | 115 / 195 zetels |

## Oostenrijk
Op landelijk niveau regeerde in Oostenrijk van 2020 tot en met 2024 de christendemocratische ÖVP samen met Die Grünen. Het kabinet-Kurz II was het eerste Oostenrijkse kabinet tussen de twee partijen, daarna volgden in dezelfde legislatuurperiode het kabinet-Schallenberg en het kabinet-Nehammer.
Tot 2017 sprak men hier ook van een kiwi-coalitie of zwart-groene coalitie, maar daarna veranderde ÖVP de huisstijl naar de kleur turquoise, waardoor men in het Alpenland spreekt van türkis-grün.  

## België
In België is een coalitie tussen christendemocraten en groenen zeldzaam. Deze rooms-groene coalitie kwam een keer voor in de gemeente Bornem in de provincie Antwerpen. Wel moet opgemerkt worden dat de christendemocraten niet de kleur zwart hebben, maar oranje. 